# Eupelte amicta
Eupelte amicta är en svampart som beskrevs av Syd. 1924. Eupelte amicta ingår i släktet Eupelte och familjen Asterinaceae.   Inga underarter finns listade i Catalogue of Life.